# Хрватски природословни музеј
Хрватски природословни музеј (хрв. Хрватски природословни музеј) најстарији је и највећи природњачки музеј и главно тело за природњачка истраживања, очување и колекције у Хрватској. Смештен у улици Димитрија Деметера у Горњем граду, једном од најстаријих насеља главног града Хрватске, Загребу, поседује једну од највећих музејских збирки у Хрватској, с преко 2 милиона предмета, укључујући преко 1,1 милиона примерака животиња. Основан је 1846. године као „Национални музеј”. Национални музеј касније је подељен у пет музеја од којих су три 1986. године спојена као одељења новоименованог Хрватског природословног музеја. Музеј садржи велику научну библиотеку која је отворена за јавност, а објављује и први хрватски научно-природни часопис Natura Croatica.
Стална поставка Хрватског природословног музеја састоји се од минералошких, петрографских и зоолошких збирки, као и остаци неандерталца из Крапине.

## Историја
Историја Хрватског природословног музеја почиње оснивањем „Народног музеја” 10. септембра 1846. године, првог музеја за историјске и праисторијске предмете повезане с Хрватском. Овај музеј је 1867. године пресељен на тренутну адресу. Национални музеј је временом растао па је до краја 19. века подељен на пет нових музеја. Три су обухваћала природну историју: Хрватски народни зоолошки музеј, Геолошко-палеонтолошки музеј и Минералошко-петрографски музеј. Сва три музеја била су смештена у истој згради у улици Деметер 1, а 1986. године уједињена су у Хрватски природословни музеј.
У садашњој згради музеја раније је био Амадеов театар, прво загребачко позориште. Основао га је 1797. године мађарски гроф и жупан Загребачке жупаније, Антон Амадео де Варкоњи, по коме је и добило име. Позориште је постојало до 1834. године, али је 2000. године оживљено као годишњи летњи низ позоришних представа под називом Сцена Амадео које су одржаване у музејском атријуму.
Зграда музеја тешко је оштећена у земљотресу који је погодио Загреб 2020. године и привремено је проглашена неподобном за употребу. Многи експонати су том приликом оштећени или уништени.

## Библиотека
Музеј је дом велике научне библиотеке отворене за јавност. Његове најстарије књиге су штампане у Италији током 17. века, а укључују дела Улиса Алдровандија, Никола Гвалтијерија и Карла Линеа. Библиотеку је 1868. године основао новоименовани директор музеја, Спиридон Брусина. Полазећи од незнатног корпуса стеченог у Националној библиотеци, укључујући само три књиге о зоологији, Брусина је путовао кроз тадашњу Аустроугарску да би набавио књиге. Године 1875. године музеј је набавио велику библиотеку и природњачку збирку Франческа Ланце, лекара и археолога из Сплита. Брусина се пензионисао 1901. године, остављајући библиотеци музеја збирку од 1.800 дела у 3.948 свезака. Године 1928. забележено је да је библиотека имала 5.838 књига у 9.901 свеску. Како библиотека није била професионално одржавана током хрватског рата за независност нити је рађен попис инвентара, није познато колико тачно наслова има. Процена из 1999. године је 30.000 свезака и 13.100 монографија.

## Часописи
Брусина је 1885. године спровео успешну иницијативу за издавање Гласника Хрватскога наравословнога дружтва. Часопис излази од 1972. године под насловом Periodicum biologorum, а фокусиран је на биологију и биомедицину, шумарство и биотехнологију. Године 1992. музеј је почео да објављује Natura Croatica, рецензирани биолошки и геолошки академски часопис. Овај часопис из природне историје био је први ове врсте у Хрватској, упркос постојању седам музеја природне историје. Часопис излази квартално на енглеском језику, а рецензирају га хрватски и страни научници.

## Фонд
Музеј је подељен на минералошко-петрографско, геолошки-палеонтолошко, зоолошкио и ботаничко одељење. Прва три су наследници Народног музеја из 19. века, док је Ботаничко одељење основано 1990. године.
Фондови музеја броје више од 2 милиона стена, минерала, фосила и других предмета, прикупљених широм земље. Зоолошка збирка се састоји од 1.135.000 узорака животиња, укључујући банку ткива за ДНК анализу. У њему се налазе и посмртни остаци неандерталца које је код Крапине пронашао Драгутин Горјановић-Крамбергер, бивши директор Народног музеја. Оригинални остаци се чувају у трезору музеја, док је реплика изложена у Крапинском музеју.
Стална поставка музеја обухвата минералошке и петрографске збирке, као и колекцију животиња, чији главни део потиче из 19. века. Зоолошка збирка се налази на другом спрату музеја и укључује скелете средоземне морске медведице, големе псине која је становник Јадранског мора, као и скелет арктичког морског папагаја, птицу која данас живи на подручју Арктика а за коју се верује да се гнездила на Јадрану током 19. века.
Минералошке и петрографске збирке подељене су у три изложбе. „Од збирке до музеја” приказује рад хрватских минералога и петрографа кроз историју, укључујући геолошку карту Мославачке горе у средишњој Хрватској Људевита Вукотиновића, као и дела Ђуре Пилара, једног од првих хрватских академских геолога. „Царство минерала” приказује колекцију минерала разврстану по месту открића, укључујући колекције ахата из Лепоглаве и опала, драгог камења ретког у Хрватској. „Стјеновити планет Земља” организована је по стенама, а садржи и метеорите, лаву са Везува и спелеотеме. Почев од 2014. године, изложбе су прилагођене и доступне слепим људима.
Атријум музеја садржи два експоната: Каменосписну карту Хрватске и Геолошки ступ. Камена карта Хрватске представља мозаичну мапу састављену од различитих комада стена пронађених у Хрватској и у облику је Хрватске.

## Изложбе
Изложбе Хрватског природословног музеја обухватале су „Пухови: у биологији и кухињи” и „Лавова јама”, која је приказивала остатке пећинског лава (Panthera leo spelaea), пронађеног у јами Вртаре Мале у близини Драмаља. Са дужином тела од 3,6 метара, лав је у време открића био један од највећих пронађених на свету до тада. Друга запажена изложба приказала је реконструкцију мегалодона, изумрле џиновске ајкуле која је пронађена у равницама северне Хрватске, где је некада постојао океан Паратетис. Музеј је одржао прву изложбу у свету на тему животиња морских маховина 2006. године под називом „Нептунова чипка”. Током 2009. године посетиоци су имали прилике да виде фосиле крокодила са острва Паг, док је осамдесет живих змија у власништву словеначког узгајивача Алеша Млинара било изложено у музеју 2013. године.
Музеј учествује у Ноћи музеја Хрватске, годишњој манифестацији којом је јавности дозвољен бесплатан улаз у многе музеје у Хрватској током једне ноћи у години. Током 2014. године, музеј је посетило више од 11.000 људи.